# Любішин
Любішин (пол. Lubiszyn, нім. Ludwigsruh) — село в Польщі, у гміні Любішин Ґожовського повіту Любуського воєводства.
Населення — 775 осіб (2011).

## Демографія
Демографічна структура станом на 31 березня 2011 року:
|          | Загалом | Допрацездатний вік | Працездатний вік | Постпрацездатний вік |
| -------- | ------- | ------------------ | ---------------- | -------------------- |
| Чоловіки | 368     | 69                 | 277              | 22                   |
| Жінки    | 407     | 83                 | 250              | 74                   |
| Разом    | 775     | 152                | 527              | 96                   |